# Jonathan Borofsky
Jonathan Borofsky (nascido em 24 de Dezembro de 1942) é um escultor e gravador norte-americano. Vive e trabalha em Ogunquit, Maine.

## Origens e carreira académica
Borofsky nasceu em Boston, no Massachusetts. Recebeu o seu bacharelado em Belas Artes pela Universidade Carnegie Mellon, em 1964. Prosseguiu depois os seus estudos na Ecole de Fontainebleau, em França, e na Universidade de Yale, onde recebeu o seu mestrado em 1966. Videu em Manhattan até ir trabalhar como professor no California Institute of the Arts, em Los Angeles, em 1977. Borofsky residiu em Veneza e Tuna Canyon, Los Angeles, de 1977 a 1992.
A sua obra escultórica, iniciada na década de 1960, procura interligar o minimalismo com a arte pop.
Em 21 de Maio de 2006, Borofsky recebeu um doutoramento honorário em Belas Artes pela Carnegie Mellon University, a sua alma mater.

## Obra
As obras mais conhecidas de Borofsky são a sua série de esculturas de arte pública Hammering Man (Homem a Martelar). Exemplares desta escultura foram instaladas em várias cidades por todo o mundo. O maior da série está em Seul, na Coreia do Sul, e o segundo maior está em Frankfurt, na Alemanha. Outras esculturas do Hammering Man encontram-se em Basileia, na Suíça, em Lillestrøm, na Noruega, em várias cidades dos Estados Unidos, como Dallas, Denver, Los Angeles, Nova Iorque, e Washington, DC.
Em 1989, foi-lhe encomendada a Ballerina Clown (Bailarina Palhaço), uma escultura pública de 9 metros de altura, para Venice, Califórnia. A perna direita da escultura do palhaço era motorizada com um movimento de chute. Seguiram-se reclamações dos inquilinos sobre o ruído mecânico da escultura e, após anos de operação, o componente cinético da perna foi restaurada em 2014 para se mover apenas de forma intermitente. Outra Ballerina Clown foi instalada no Ludwig Forum für Internationale Kunst, em Aachen, Alemanha, em 1991.
Em 1990, o Newport Harbor Art Museum encomendou Ruby, uma escultura de plástico de 1,5 metro de altura contendo um sistema de iluminação interna e deflectores de luz oscilantes em forma de diamante.
Entre 1989 e 1999, Borofsky completou uma série de esculturas de arte pública com o nome de Homem-Molecular consistindo de três folhas de alumínio perfuradas conectadas. Três das suas esculturas do Homem-Molecular, com 30 metros de altura, foram colocadas diretamente no rio Spree, em Berlim.
Em 2004, a Sociedade Municipal de Arte de Baltimore contratou Borofsky para criar a sua escultura Masculino/Feminino, de alumínio, com 15,5 m de altura, como peça central de uma praça redesenhada em frente à Penn Station para comemorar o seu 100º aniversário.
Em Maio de 2006, a sua composição Walking to the Sky foi permanentemente colocada no campus da Carnegie Mellon University, perto do cruzamento da Forbes Avenue com a Morewood Avenue, em Pittsburgo.

## Principais comissões permanentes
- Caminhando para o Céu (2006), Pittsburgo, Pensilvânia, Estados Unidos
- Masculino/Feminino (2004), Baltimore, Maryland
- Liberdade: Masculino/Feminino (1997), Offenburg, Alemanha
- Homem a Caminhar (1995) Munique, Alemanha
- Palhaço Bailarina (1991), Aachen, Alemanha
- Palhaço Bailarina (1989), Veneza, Los Angeles
- Homem-Molecular (1981), Los Angeles